# Economia de Saint Kitts i Nevis

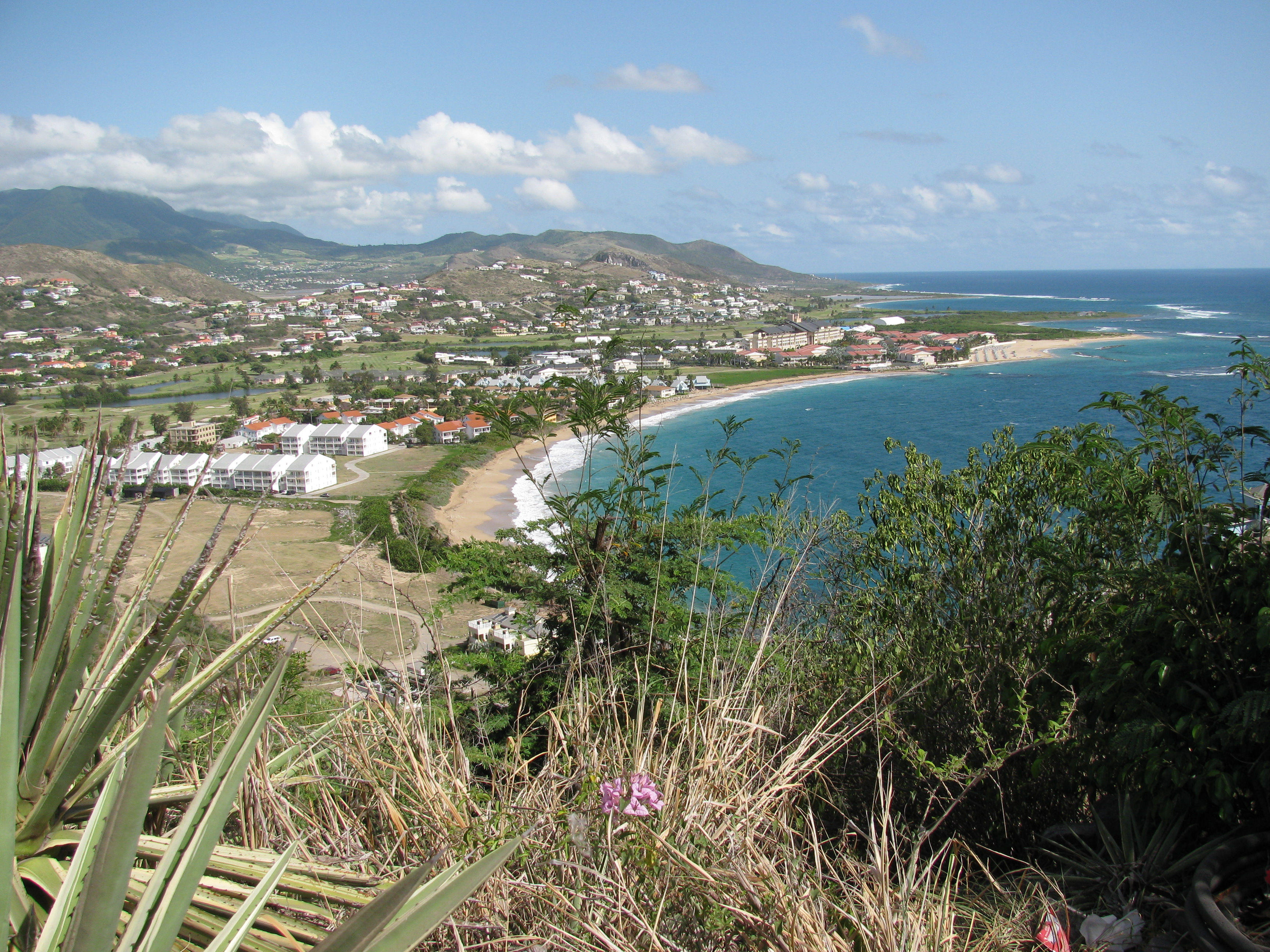
Platja a Saint Kitts i Nevis.

Saint Kitts i Nevis va ser l'últim lloc a practicar la monocultura de sucre en les Antilles Menors. Però a causa que la indústria de sucre trobava cada cop majors dificultats per aconseguir beneficis, el govern va decidir realitzar un programa de diversificació per al sector agricultor i estimulació del desenvolupament en altres sectors de l'economia, particularment el turisme.
El govern va instituir un programa d'incentius a la inversió, encoratjant tant la inversió privada domèstica com a estrangera. Les polítiques governamentals incloïen exempcions fiscals, importació d'equipament i materials lliures d'impostos i subsidis per a la capacitació a personal local. El turisme ha mostrat un gran increment. Cap a 1987, havia sobrepassat al sucre com a font d'ingrés de divises. Després de la collita de l'any 2005 el govern va decidir tancar la indústria sucrera després d'anys de pèrdues. Per compensar les pèrdues d'ocupacions, el govern va començar un programa amb la intenció de diversificar l'agricultura i estimular altres sectors de l'economia, per exemple la producció manufacturera per a exportació, i els bancs offshore.